# ヒミツのテックガール
『ヒミツのテックガール』 (HIMITSU NO TECH GIRLS) は、平城山工による日本のライトノベル。イラストはとりしもが担当。第11回角川学園小説大賞<奨励賞>を受賞（受賞時のタイトルは「×計画予備軍婦人部」）。角川スニーカー文庫（角川書店）より2009年4月から同年7月まで刊行された。

## ストーリー
学校推薦で筑波音女子高専の編入試験を受けに来た本瀬ハルミは、その翌日帰宅もできずになぜか臨時委員長を拝命し学園祭の出し物として那須野マハルのロボット屋台と永井アヤネの宇宙喫茶店、どちらのアイデアを採用すべきかの議論を取り仕切るハメに陥っていた。そこに書記の一柳チサトからのツッコミも加わり更にカオスになる議論。何故にハルミはこんなことに巻き込まれているのか。

## 主要な登場人物

### 筑波音特殊女子高等専門学校

#### 機械システム工学科 学生
主役級学生たちの名前については作品内で主に使われる表記（ふりがな）/登場初期に使われる戸籍名と思われる表記/呼称の順。
本瀬ハルミ（もとせ はるみ） / 本瀬春海 / ハルミ
ごく普通の高校から、筑波音女子高専機械システム工学(MS)科4年に編入してきた転校生。3年生の夏休みに行われた編入試験終了直後に学内で迷子になり、マハル、アヤネ、チサトのMS科三魔女と衝撃の出会いをする。
那須野マハル（なすの まはる） / 那須野万知 / マハル
「ロボットはトモダチ」がモットーの元気少女。大食漢だが縦にも横にも成長しない燃費の悪いチビっ娘。
永井アヤネ（ながい あやね） / 永井理嶺 / ナガイ
表情に乏しいマイペース美少女。研究テーマは『フィーリング』に関するものだが、普段の生活ではモビリティに異常な執着を見せ、原付免許保持者が三人乗ればオッケーな125ccなど、法令類の独自解釈に基づく自作バイクを乗り回す。
一柳チサト（いちやなぎ ちさと） / 一柳千智 / ヤナギ
京都出身の見た目はキュートな美少女だが、ツッコミ要員。常にスリッパを持ち歩き、ボケに対しては間髪を入れずハタキまくる。

#### 教員・職員
澤村祐一（さわむら ゆういち）
ハルミたちのクラス担任。
神奈備ケンゴ（かんなび けんご）
文科省から送り込まれてきた管理官で校長の秘書。
中種子千種（なかたね ちぐさ）
筑波音女子高専校長。見た目は学生たちよりも幼くまるで幼女のようだが、機素によると齢90に迫るほど。
機素（はたもと）
機械システム科教員
スミス
学生食堂のおばちゃん。通称アンドレ。

### その他
間究太郎（はざま きゅうたろう）
ヤナギの幼なじみで許嫁。京都にある医療ロボット会社の常務取締役であるとともに、京大（けいだい）工科の大学院博士後期課程在学中。
北井秀条（きたい しゅうじょう）
ヤナギの父親。苗字がヤナギと異なるのは両親が離婚したためと思われる。

## 用語
筑波音特殊女子高等専門学校
日本で唯一の女子高等専門学校。通称『つく専』、英語略称は“Bane-Tech”。日本の未来を開くため、エンジニアリングには女性の感性が必要という理由で設立された。学生の募集は中高生に実施する模擬試験に忍ばせた適性検査の結果を元に学校側が候補者を一本釣りするという非常識な方法を取る。学生に対するフルサポートを名目とした全寮制であるが、その真の理由はご近所に濃い学生たちによる害をばら撒かないため。

## 既刊一覧
- 平城山工（著）・とりしも（イラスト） 『ヒミツのテックガール』 角川書店〈角川スニーカー文庫〉、全2巻
  1. 「ぺけ計画と転校生」2009年5月1日初版発行（4月28日発売[3]）、ISBN 978-4-04-474501-1
  2. 「ぺけ計画とスパイ大作戦」2009年8月1日初版発行（7月31日発売[4]）、ISBN 978-4-04-474502-8